# 代宗 (唐)
代宗（だいそう）は、唐朝の第11代皇帝。粛宗の長男。諱は俶（しゅく）、のち豫（よ）。

## 生涯
生母呉氏の実家は有力な貴族であったが、謀反の嫌疑により誅滅された。このような血統を引いた李豫であったが、祖父である玄宗に素質を認められ、広平王に封ぜられた。父の粛宗が皇帝として即位すると兵馬大元帥に任じられ、郭子儀らと共に安慶緒により占拠されていた長安や洛陽などを奪回した。このとき回紇族を援軍として招き入れていたことが、後々の外患の原因の一つとなっていく。また、安史の乱の残党勢力討伐のために河北三鎮などの節度使の援助を求めたことから、節度使の権力を増長させてしまうことになった。
758年（乾元元年）、粛宗の皇后張氏と宦官の李輔国により立太子され、762年に玄宗と粛宗が相次いで崩御すると皇帝として即位した。しかし、朝政は李輔国が掌握していた。国政を自ら掌握しようとした代宗は、宦官である程元振を抜擢、謀反を理由に李輔国を誅殺した。だがこの粛清も、結局は程元振が朝政を掌握したに過ぎず、続いて重用された宦官である魚朝恩の場合も同様であった。このような内廷での粛清は、宦官の権力増大の原因といわれている。
外交面では763年（広徳元年）に、吐蕃の侵攻により長安を一時的に奪われ、章懐太子李賢の孫の李承宏（在位：763年11月18日 - 763年11月30日）が帝位に据えられる事件が発生している。これは宦官が軍権をも握り、武将の軍功への論功を抑制するなど、武官を冷遇したため辺境防備が弱体化した結果である。
その後、代宗は財政再建のために塩の専売化を初めとする様々な政策を実行したが、抜本的な財政健全化は実現しなかった。
779年（大暦14年）に54歳で崩御した。

## 宗室
- 郡王妃：崔妃 - 崔峋と韓国夫人（楊貴妃の長姉）のあいだの娘
  - 次男：昭靖太子（鄭王） 李邈
- 側室：沈氏（贈睿真皇后） - 郡王時代の側室
  - 長男：李适（徳宗） - 第12代皇帝
- 側室：独孤貴妃（贈貞懿皇后）
  - 七男：韓王 李迥
  - 五女：華陽公主
- 側室：崔貴妃
  - 皇女：昇平公主（斉国昭懿公主） - 郭曖（郭子儀の六男）室で懿安郭皇后の母
- 側室：宇文妃
- 側室：昭儀 張紅紅
- 側室：才人 薛瓊瓊
- 生母不詳の子女
  - 三男：均王 李遐
  - 四男：睦王 李述
  - 五男：丹王 李逾
  - 六男：恩王 李連
  - 八男：簡王 李遘
  - 九男：益王 李迺
  - 十男：隋王 李迅
  - 十一男：荊王 李選
  - 十二男：蜀王 李遡
  - 十三男：忻王 李造
  - 十四男：韶王 李暹
  - 十五男：嘉王 李運
  - 十六男：端王 李遇
  - 十七男：循王 李遹
  - 十八男：恭王 李通
  - 十九男：原王 李逵
  - 二十男：雅王 李逸
  - 六女：玉虚公主
  - 皇女：霊仙公主
  - 皇女：真定公主
  - 皇女：永清公主
  - 皇女：玉清公主
  - 皇女：嘉豊公主
  - 皇女：長林公主
  - 皇女：太和公主
  - 皇女：嘉誠公主
  - 皇女：普寧公主
  - 皇女：晋陽公主
  - 皇女：義清公主
  - 皇女：寿昌公主
  - 皇女：新都公主
  - 皇女：西平公主
  - 皇女：章寧公主
  - 皇女：楽安公主
  - 皇女：永楽公主

## 登場作品
- 麗王別姫 〜花散る永遠の愛〜（2017年、中国、演：アレン・レン）